# Zaphod Beeblebrox
Zaphod Beeblebrox (Zappy Bibicy dans la précédente traduction française) est un personnage de la saga Le Guide du voyageur galactique, de Douglas Adams.

## Présentation
Tout comme son cousin Ford Prefect, Beeblebrox est natif de Bételgeuse. Ayant commencé sa carrière dans des équipages de vaisseaux marchands, il mène ensuite une vie d'aventurier, avant de devenir président du Gouvernement galactique impérial. Dans ce poste, il ne détient aucun pouvoir, sa mission étant de détourner l'attention de l'opinion publique des personnes qui exercent réellement le pouvoir.
Zaphod Beeblebrox est une satire vivante du président démagogue : il a partagé son cerveau en deux parties afin de ne garder en surface que les aspects « présidentiables » de sa personnalité, dans le but de remporter les élections de la galaxie. Malheureusement pour lui, cette modification de son organe cérébral l'oblige à avoir deux têtes.
Dans l'adaptation au cinéma, l'une est à la surface (celle « présidentiable » : flambeur, charmeur, souriant), l'autre est cachée sous son cou, mais elle sort quand les autres aspects de sa personnalité ressurgissent. Dans la plupart des autres adaptations visuelles (série télévisuelle, bande dessinée ou encore livre illustré), Zaphod possède réellement deux têtes, côte à côte.

## Biographie
Cousin de Ford Prefect, Zaphod a passé son enfance avec lui. Après avoir été nommé président de la galaxie, il se fait greffer une tête et un bras supplémentaire. Puis il se kidnappe lui-même et s'enfuit à bord du premier vaisseau à improbabilité : le Cœur-en-or. Zaphod tombe amoureux de Trillian qui devient quelque temps sa compagne. Il accomplit avec succès sa plus grande mission : trouver le maître de l'univers.

## Gargle blaster pan-galactique
Zaphod Beeblebrox est l'inventeur du Gargle Blaster Pan-galactique (tord-boyaux pan-galactique dans l'adaptation radiophonique en français), que le Guide qualifie de « meilleure boisson dans l'existence ». Cette boisson a un effet très violent, comparable à celui « d'avoir le crâne heurté par un gros lingot d'or entouré d'une rondelle de citron ». Son inventeur a d'ailleurs donné le meilleur conseil jamais donné : ne jamais boire plus de deux gargle blaster pan-galactiques.